# NGC 37
Az NGC 37 egy lentikuláris galaxis a Phoenix (Főnix) csillagképben.

## Felfedezése
Az NGC 37 galaxist John Herschel fedezte fel 1836. október 2-án.

## Tudományos adatok
A galaxis 9755 km/s sebességgel távolodik tőlünk.